# Ніч над Чилі

«Ніч над Чилі» (рос. «Ночь над Чили») — радянський художній фільм чилійского кінорежисера Себастьяна Аларкона і радянського кінорежисера Олександра Косарєва, знятий на базі кіностудії Мосфільм (СРСР) у 1977 році. Історична  драма з реалістичною точністю розповідає про військовий переворот 1973 року в Чилі та подвльші репресії, розглядаючи їх поглядом молодого архітектора Мануеля, що знаходиться в епіцентрі подій. X Московський кінофестиваль відзначив роботу постановників спеціальним призом за режисерський дебют.

## Сюжет
Мета життя молодого архітектора Мануеля (Григоре Грігоріу) — будівництво нових красивих будинків. Він не цікавиться політикою, демонструючи оточуючим повний нейтралітет. Події 11 вересня 1973 року вщент руйнують створений ним власний маленький світ. Вбивство законного президента Альєнде, арешти без звинувачень і швидкі рішення суду кардинально змінюють погляд Мануеля на те, що відбувається. Через те, що його квартирою від облави утік лівий активіст, архітектора арештовують і запроторюють до в'язниці, де він проходить через тортури і знущання, стає свідком масових розстрілів на сумнозвісному  національному стадіоні.
Мануель починає розуміти, що єдиний можливий шлях для чесної людини у таких реаліях — це шлях політичної боротьби, участь у народному опорі.

## У ролях
- Ґріґоре Ґріґоріу — Мануель Вальдіва
- Ніна Пушкова — Памела
- Баадур Цуладзе — чоловік Марії
- Гіулі Чохонелідзе — Хуан Гонсалес
- Іслам Казієв — офіцер хунти
- Роман Хомятов — офіцер хунти
- Садих Гусейнов — Роландо Мачука
- Вітаутас Канцлеріс — Дон Карлос
- Віктор Соцкі-Войніческу — Домінго
- Мірчі Соцкі-Войніческу — Роберто
- Всеволод Гаврилов — Падре
- Нартай Бегалін — солдат
- Марія Сагайдак —  Есперанса
- Бахром Акрамов
- Леон Кукулян — Орландо
- Олег Федоров — репортер
- Себастьян Аларкон
- Маяк Керімов
- Вадим Вільський

## Нагороди
- Спеціальний приз за режисерський дебют МКФ в Москві, 1977 рік